# 少花柊叶
少花柊叶（学名：Phrynium dispermum）为竹芋科柊叶属下的一个种。

## 扩展阅读
- 維基物種上的相關：少花柊叶